# U-442 (tàu ngầm Đức)
U-442 là một tàu ngầm tấn công  Lớp Type VII thuộc phân lớp Type VIIC được Hải quân Đức Quốc Xã chế tạo trong Chiến tranh Thế giới thứ hai. Nhập biên chế năm 1942, nó chỉ thực hiện được hai chuyến tuần tra và đánh chìm được bốn tàu buôn với tổng tải trọng 25.417 GRT. Trong chuyến tuần tra cuối cùng, U-442 bị một  máy bay ném bom Lockheed Hudson của Không quân Hoàng gia Anh đánh chìm trong Đại Tây Dương về phía Tây Bồ Đào Nha vào ngày 12 tháng 2, 1943.

## Thiết kế và chế tạo

### Thiết kế

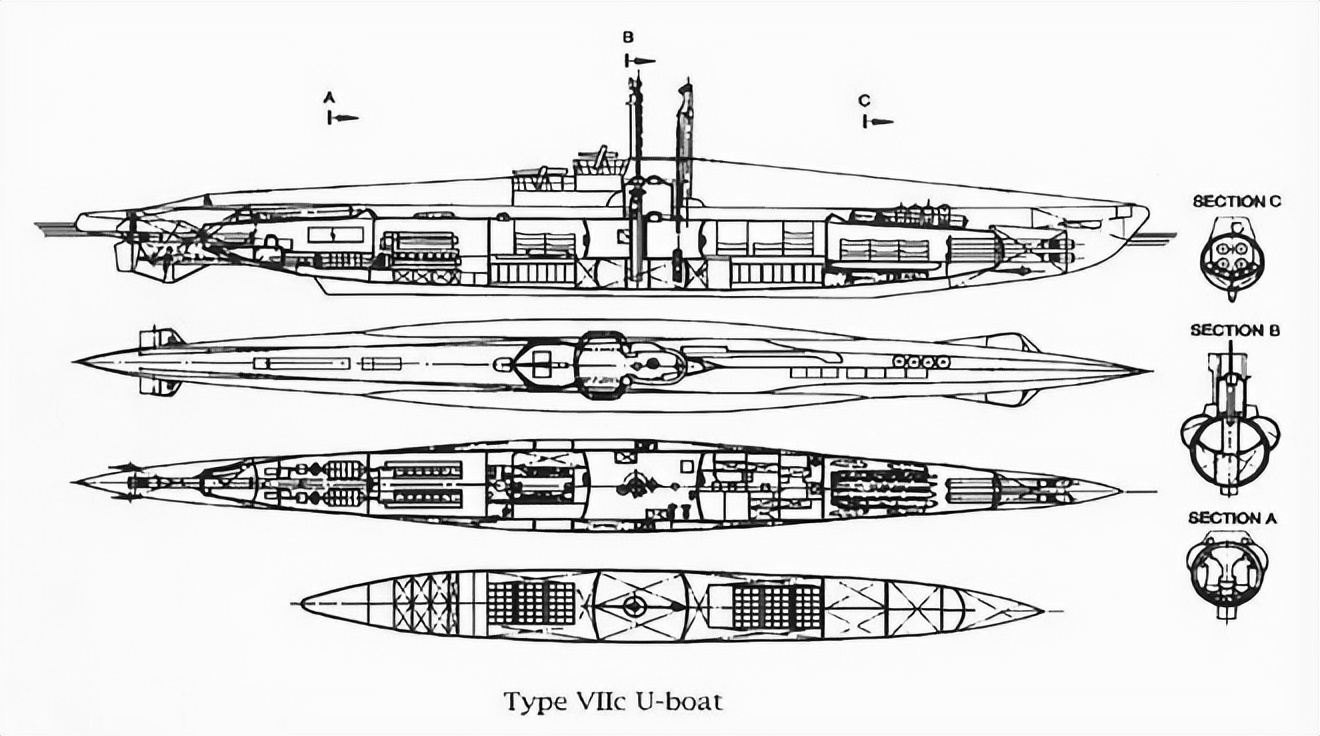
Sơ đồ các mặt cắt một tàu ngầm Type VIIC

Phân lớp VIIC của Tàu ngầm Type VII là một phiên bản VIIB được kéo dài thêm. Chúng có trọng lượng choán nước 769 t (757 tấn Anh) khi nổi và 871 t (857 tấn Anh) khi lặn). Con tàu có chiều dài chung 67,10 m (220 ft 2 in), lớp vỏ trong chịu áp lực dài 50,50 m (165 ft 8 in), mạn tàu rộng 6,20 m (20 ft 4 in), chiều cao 9,60 m (31 ft 6 in) và mớn nước 4,74 m (15 ft 7 in).
Chúng trang bị hai động cơ diesel Germaniawerft F46 siêu tăng áp 6-xy lanh 4 thì, tổng công suất 2.800–3.200 PS (2.100–2.400 kW; 2.800–3.200 bhp), dẫn động hai trục chân vịt đường kính 1,23 m (4,0 ft), cho phép đạt tốc độ tối đa 17,7 kn (32,8 km/h), và tầm hoạt động tối đa 8.500 nmi (15.700 km) khi đi tốc độ đường trường 10 kn (19 km/h). Khi đi ngầm dưới nước, chúng sử dụng hai động cơ/máy phát điện Garbe, Lahmeyer & Co. RP 137/c  tổng công suất 750 PS (550 kW; 740 shp). Tốc độ tối đa khi lặn là 7,6 kn (14,1 km/h), và tầm hoạt động 80 nmi (150 km) ở tốc độ 4 kn (7,4 km/h). Con tàu có khả năng lặn sâu đến 230 m (750 ft).
Vũ khí trang bị có năm ống phóng ngư lôi 53,3 cm (21 in), bao gồm bốn ống trước mũi và một ống phía đuôi, và mang theo tổng cộng 14 quả ngư lôi, hoặc tối đa 22 quả thủy lôi TMA, hoặc 33 quả TMB. Tàu ngầm Type VIIC bố trí một hải pháo 8,8 cm SK C/35 cùng một pháo phòng không 2 cm (0,79 in) trên boong tàu. Thủy thủ đoàn bao gồm 4 sĩ quan và 40-56 thủy thủ.

### Chế tạo
U-442 được đặt hàng vào ngày 5 tháng 1, 1940, và được đặt lườn tại xưởng tàu Schichau-Werke ở Danzig (nay là Gdańsk thuộc Ba Lan) vào ngày 19 tháng 10, 1940. Nó được hạ thủy vào ngày 17 tháng 1, 1942, và nhập biên chế cùng Hải quân Đức Quốc Xã vào ngày 21 tháng 3, 1943 dưới quyền chỉ huy của Hạm trưởng, Thiếu tá Hải quân Hans-Joachim Hesse.

## Lịch sử hoạt động
Sau khi hoàn tất việc huấn luyện trong thành phần Chi hạm đội U-boat 5, U-442 được điều sang Chi hạm đội U-boat 7 từ ngày 1 tháng 10, 1942 để hoạt động trên tuyến đầu cho đến khi bị mất.

### Chuyến tuần tra thứ nhất
U-442 khởi hành từ cảng Kiel, Đức vào ngày 17 tháng 9, 1942 cho chuyến tuần tra đầu tiên trong chiến tranh. Nó tiến ra Bắc Hải, rồi băng qua khe GI-UK giữa quần đảo Faroe và Iceland để vòng qua quần đảo Anh và hoạt động tại vùng biển Bắc Đại Tây Dương về phía Đông Nam Greenland. Nó bắt gặp Đoàn tàu UR-42 ở vị trí về phía Nam Iceland, và đến 16 giờ 16 phút ngày 25 tháng 9 đã phóng ngư lôi tấn công, đánh chìm chiếc tàu buôn Anh Empire Bell 1.744 GRT tại tọa độ 62°19′B 15°27′T / 62,317°B 15,45°T. Mười thành viên thủy thủ đoàn chiếc tàu buôn đã thiệt mạng, và 27 người sống sót được một tàu buôn Na Uy cứu vớt.
Vào ngày 10 tháng 10, một thủy thủ của U-442 đã bị thương trong một tai nạn do thời tiết xấu. Đến ngày 4 tháng 11, ở vị trí khoảng 500 nmi (930 km) về phía Đông Nam mũi Farewell, Greenland, U-442 bắt gặp chiếc tàu chở đạn dược Anh Hatimura 6.690 GRT thuộc Đoàn tàu SC-107, vốn đang bốc cháy sau khi trúng ngư lôi phóng từ tàu ngầm U-132 ba giờ trước đó. U-442 phóng ngư lôi kết liễu mục tiêu tại tọa độ 55°28′B 39°52′T / 55,467°B 39,867°T, nhưng gây ra một vụ nổ dữ dội do đạn dược vận chuyển trên tàu, và mảnh vỡ văng xa trên một phạm vi rộng. Người ta tin rằng U-132, vẫn còn lãng vãng trong khu vực, đã bị đắm do ảnh hưởng của vụ nổ này.
U-442 kết thúc chuyến tuần tra khi đi đến cảng St. Nazaire bên bờ Đại Tây Dương của Pháp đã bị Đức chiếm đóng, đến nơi vào ngày 16 tháng 11.

### Chuyến tuần tra thứ hai – Bị mất
U-442 xuất phát từ cảng St. Nazaire vào ngày 20 tháng 12, 1942 cho chuyến tuần tra thứ hai, cũng là chuyến cuối cùng, để hoạt động trong Đại Tây Dương ở lối ra vào phía Tây của eo biển Gibraltar.
Vào sáng ngày 9 tháng 1, 1943, nó tấn công Đoàn tàu TM-1 ở vị trí về phía Tây quần đảo Canary, và một quả ngư lôi đã đánh trúng chiếc tàu chở dầu Anh SS Empire Lytton 9.807 GRT khiến mục tiêu hư hại nặng. Mười bốn người đã thiệt mạng, và 34 người còn lại bỏ tàu được các tàu khu trục HMS Havelock và tàu corvette Saxifrage cứu vớt. Gần tám giờ sau đó, U-442 phát hiện xác chiếc tàu chở dầu đang cháy và trôi nổi, nên phải phóng thêm hai quả ngư lôi kết liễu mục tiêu lúc 19 giờ 38 phút tại tọa độ 28°08′B 28°20′T / 28,133°B 28,333°T.
Đến ngày 27 tháng 1, U-442 tấn công tàu Liberty Hoa Kỳ Julia Ward Howe 7.176 GRT, vốn bị tụt lại phía sau Đoàn tàu UGS-4. Một quả ngư lôi trúng đich khiến chiếc tàu buôn hư hại, ngập nước và nghiêng, buộc thủy thủ đoà phải bỏ tàu; và 40 phút sau đó, một quả ngư lôi thứ hai đánh trúng đã khiến mục tiêu vỡ làm đôi và đắm tại tọa độ 35°29′B 29°10′T / 35,483°B 29,167°T. Bốn người bao gồm hạm trưởng và máy trưởng đã thiệt mạng, 70 người sống sót trên các bè cứu sinh được một tàu khu trục Bồ Đào Nha cứu vớt 15 giờ sau đó.
Vào ngày 12 tháng 2, khi đang di chuyển trên mặt nước ở vị trí ngoài khơi mũi St. Vincent, Bồ Đào Nha, U-442 bị một máy bay ném bom Lockheed Hudson thuộc Liên đội 48 Không quân Hoàng gia Anh phát hiện và thả mìn sâu tấn công. Chiếc tàu ngầm bị đánh chìm tại tọa độ 37°32′B 11°56′T / 37,533°B 11,933°T; toàn bộ 48 thành viên thủy thủ đoàn của U-442 đều tử trận.

### "Bầy sói" tham gia
U-442 từng tham gia năm bầy sói:
- Luchs (27 tháng 9, – 6 tháng 10, 1942)
- Panther (6 – 12 tháng 10, 1942)
- Leopard (12 – 19 tháng 10, 1942)
- Veilchen (27 tháng 10, – 4 tháng 11, 1942)
- Delphin (26 tháng 12, 1942 – 12 tháng 2, 1943)

### Tóm tắt chiến công
U-442 đã đánh chìm được bốn tàu buôn có tổng tải trọng 25.417 GRT :
| Ngày             | Tên tàu         | Quốc tịch      | Tải trọng | Số phận      |
| ---------------- | --------------- | -------------- | --------- | ------------ |
| 25 tháng 9, 1942 | Empire Bell     | United Kingdom | 1.744     | Bị đánh chìm |
| 4 tháng 11, 1942 | Hatimura        | United Kingdom | 6.690     | Bị đánh chìm |
| 9 tháng 1, 1943  | Empire Lytton   | United Kingdom | 9.807     | Bị đánh chìm |
| 27 tháng 1, 1943 | Julia Ward Howe | United States  | 7.176     | Bị đánh chìm |